# Actroid
En Actroid er en specielt menneskelignende robot udviklet af Osaka University og fremstillet af Kokoro Company Ltd (den animatroniske afdeling af Sanrio).
En kendt model er Repliee Q2. Det første Actroid dateres fra november 2003.
En lignende robottype er blevet kaldt en Geminoid.